# Art iber

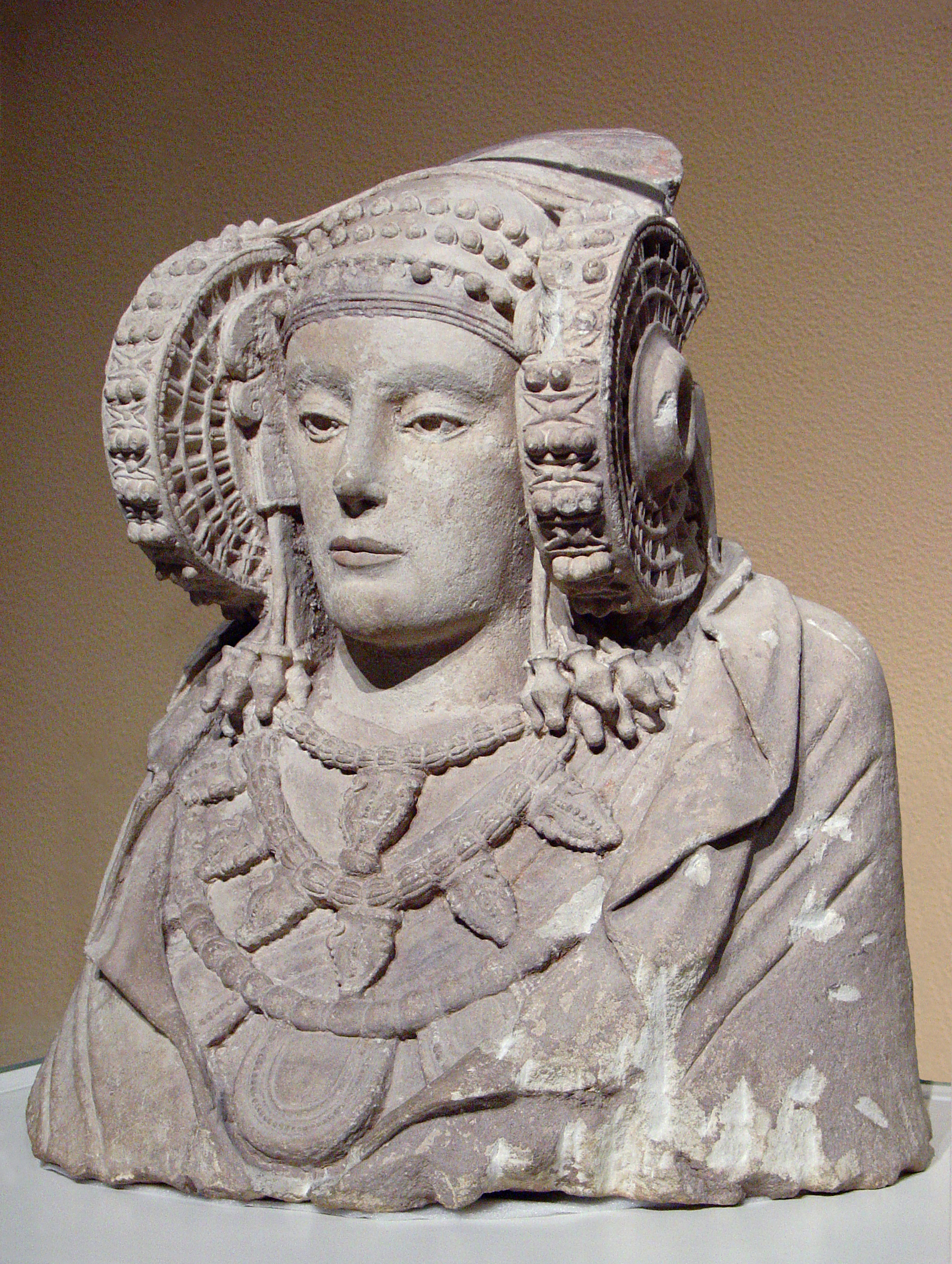
Dama d'Elx (Museu Arqueològic Nacional, Madrid)

El terme art iber es refereix a l'estil artístic propi del poble iber, assentat a la península Ibèrica. Les manifestacions millor conservades són les escultòriques, realitzades en pedra i bronze. Les restes en fusta i fang cuit són escasses, per ser materials més peribles.

## Escultura

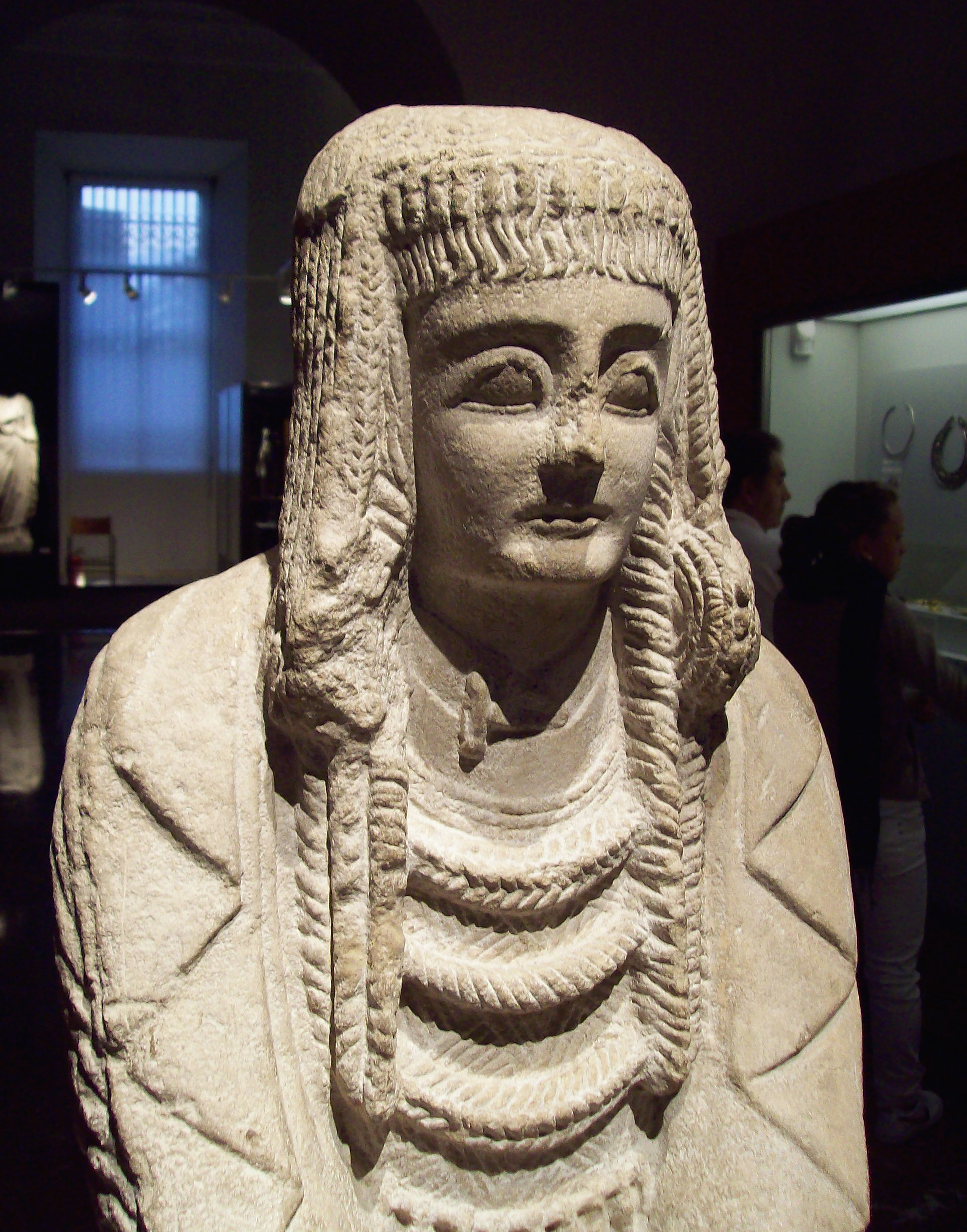
Gran Dama Oferent (Museu Arqueològic Nacional, Madrid)

L'activitat millor coneguda de l'art ibèric és l'escultura figurativa, amb petites estatuetes de bronze, utilitzades com a ofrenes o exvots, i estàtues de pedra de més grandària. Els jaciments més importants són: el santuari del Turó de los Santos i el del Llano de la Consolación, a Albacete; el santuari del Collado de los Jardines, a Despeñaperros (Jaén); la Fuentecica a Coy i el del Cigarralejo a Múrcia.
Entre les escultures realitzades en pedra, classificables segons la finalitat funerària o religiosa, es troba la Dama de Baza i la Dama d'Elx (Museu Arqueològic Nacional de Madrid), que presenten una rica decoració i que van servir d'urna funerària. Posterior a les anteriors, i amb finalitat religiosa, hi ha la Gran Dama Oferent (del segle iii aC), procedent del Turó de los Santos, a Montealegre del Castillo (Albacete), en el llarg vestit de la qual de plecs fondos i geomètrics, i en el frontalisme de l'estructura, s'aprecien influències arcaiques de la plàstica grega.
D'aquesta mateixa època és el Lleó de Coy i l'Esfinx de Balazote (Museu Arqueològic Nacional de Madrid), trobada en la localitat que li dona nom i relacionada amb els toros antropocèfals mesopotàmics i éssers d'aspecte feroç del món hitita.

### Altres expressions artístiques
En l'orfebreria, destaca el tresor de Xàbia, format per peces d'or i plata de delicada labor d'influx grec.

## Àrea d'influència
L'àrea d'expansió de l'escultura ibèrica no és massa àmplia, però sí molt diversificada, la qual cosa va afavorir una gran varietat regional propiciada, en bona part, per les riqueses naturals i els trets culturals de cada zona. Les seues manifestacions se centren en tres àrees: Andalusia, el centre de la península i la zona del País Valencià.

### Andalusia

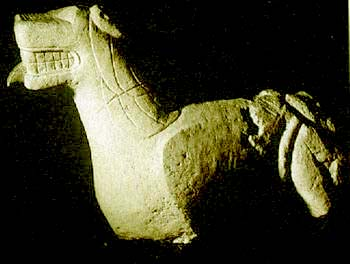
Lleona de Bujalance, segle V ae

L'àrea andalusa, de Jaén i Granada, és d'una gran complexitat per la influència cultural dels pobles colonitzadors orientals que s'hi havien instal·lat abans (fenicis, grecs, etc.) i per la tradició deixada pels tartessis. La proliferació de restes arquitectòniques i escultòriques, així com mostres d'orfebreria i terrissa, són els trets més distintius d'aquesta regió. Al costat d'aquest corrent oriental se n'aprecia a Andalusia un altre d'origen hel·lènic, que s'introdueix des de les costes alacantines cap al sud, present en el conjunt de Cerrillo Blanco de Porcuna, el santuari Heroic del Turó del Pajarillo (Huelma) i en el jaciment d'Osuna (del segle iii aC).

### Interior
Concretament a la Manxa occidental, destaca la important ciutat (oppidum) d'Alarcos al costat del Guadiana i amb importants restes de carrers empedrats, exvots i figuretes de bronze. Les ruïnes de la ciutat ibera (després romana i visigòtica) d'Oretum, capital de l'antiga Oretania a banda i banda de Despeñaperros amb prou feines estan excavades. Les restes són escasses en aquesta zona: terrissa, figuretes de bronze i exvots en els santuaris de Despeñaperros i Castellar de Santisteban. En aquesta zona occidental les restes ceràmiques semblen emparentar-la amb Andalusia.
No ocorre el mateix amb la Manxa oriental i els contraforts de la regió muntanyenca de Conca, on es palpa la influència de l'estil artístic iberollevantí, sobretot la terrissa. La zona central i meridional de Conca constitueix el límit septentrional del món iber que connecta amb els celtibers de la serra. Ací destaquen nombrosos jaciments a la Manchuela com Barchín del Clot i, sobretot, l'oppidum d'Ikalesken (actual Iniesta), que conserva l'únic mosaic de l'art iber i un dels més antics de la Mediterrània. Aquest mosaic té la particularitat de representar la fusió de les cultures ibera, grega i fenícia: la ibera hi és representada pel llop, animal sagrat; la grega per Pegàs i la fenícia per la representació de la dea Astarté, al mig de la composició. El mosaic, del segle VI ae aproximadament, és molt arcaic en la factura, però per l'interès artístic i l'antiguitat que té val la pena considerar-lo com un dels emblemes de l'art ibèric.

### Albacete
Els territoris de l'actual província d'Albacete són especialment pròdigs en mostres diverses d'art ibèric, especialment escultura, i sorprenen per la profusió de troballes, la qualitat estilística i la singularitat de les peces. Molt succintament, es poden esmentar la gran quantitat de peces (només al Museu Arqueològic Nacional se'n conserven prop de tres centenars) trobades a l'important centre de culte del Turó de los Santos -especialment la Gran Dama Oferent- i al Llano de la Consolació. Com a peces úniques destaquen l'Esfinx de Balazote, la Dama de Cabdet, l'Esfinx d'Hacs, la Cérvola de Cabdet, el sepulcre de Pozo Moro, el Lleó de Bienservida, les esfinxs bessones del Salobral, el Cavall de la Llosa (Cases de Juan Núñez) o el Genet de Villares (Hoya Gonzalo) entre d'altres. En orfebreria destaca l'anomenat tresor d'Abengibre, conjunt de vaixella de plata amb inscripcions iberes, i també la necròpoli dels Villares i el camí de la creu a Foia Gonzalo, als contraforts de los Altos de Chinchilla als voltants de la Via Heràclia amb ceràmica grega, materials púnics, etruscs, etc.
L'existència de grans oppida a la província encara sense estudiar, potser augmenti el ja gran nombre de vestigis d'art ibèric. Encara que aquesta zona sempre és qualificada com de pas o d'extensió d'influències ibèriques llevantines o andaluses, és possible que el flux d'extensió fora, més aviat, en sentit invers i sigui aquesta una zona nuclear.

### País Valencià

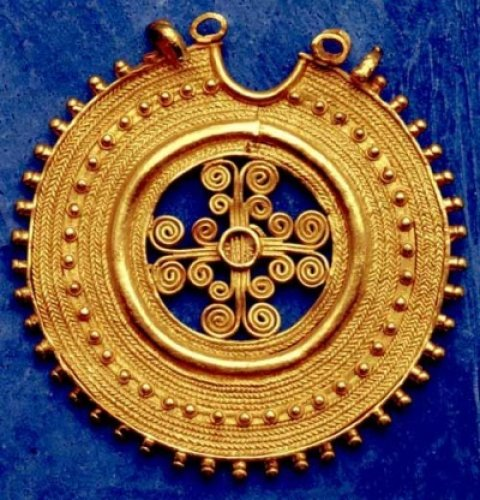
Arracada de la Condomina, Villena

Al País valencià, a l'antiga Edetània, les manifestacions ibèriques mostren grans vinculacions, no sols amb la velles tradicions dels primers pobladors del bronze i del ferro, com per exemple en la incineració com a sistema d'enterrament, sinó també amb els corrents orientals aportats pels colonitzadors grecs, dels quals recullen característiques pròpies del període arcaic grec, tracten els mateixos temes -esfinxs, grius- i utilitzen decoració geomètrica en la terrissa, amb fons groguencs o lleugerament rogencs.
Aquest corrent es transmet a zones aïllades de la vall de l'Ebre, on es barreja amb els substrats cèltics i posteriorment romans.